# Немає лиха без добра
«Немає лиха без добра» — радянський художній фільм 1984 року, знятий режисером Павле Чарквіані на кіностудії «Грузія-фільм».

## Сюжет
За мотивами творів Важі Пшавели. Сільський хлопець Беруа безнадійно закоханий у Софо, дочку досить заможного селянина, який мріє видати її за багату чи відому людину. І тому, коли поріг його будинку переступив князь, що розорився, батько Софо був невимовно радий. Правда радів він доти, доки не зрозумів, що князь — хвалькуватий брехун, ледар і жебрак, і, до того ж навряд чи його улюблена дочка буде щасливою, якщо не вийде заміж за Беруа. Фільм поставлений за творами грузинського письменника Важі Пшавели: "Дареджан", "Холера допомогла", "Сільські картинки".

## У ролях
- Темурі Камхадзе — Беруа Цикацишвілі
- Анна Ніжарадзе — Софо
- Коте Толорая — 'Закара, батько Сопо
- Тамара Схіртладзе — Маріне, мати Сопо
- Варлам Ніколадзе — Зураб
- Лаура Рехвіашвілі — Дареджан, мати Беруа
- Борис Ципурія — Хізана, торговець
- Берта Хапава — Марта
- Манана Цховребова — Лела
- Василь Кахніашвілі — Джабана
- Резо Есадзе — пастух Сосіка / Гаспар
- Назі Кечакмадзе — Тамара
- Давид Двалішвілі — Міхо
- Лері Зардіашвілі — Тотіа
- Леван Пілпані — Беціна
- Гія Джапарідзе — Чалхія
- Гіві Чугуашвілі — епізод
- Мзія Арабулі — Маргаліта
- Шота Бежанішвілі — Саркіса
- Михайло Вашадзе — Нініа
- Тамара Датуашвілі — Тебро
- Джумбер Дзідзава — священник
- К. Картвелишвілі — Шалва
- Лія Сулуашвілі — Саломе
- Кетеван Бочорішвілі — епізод
- Марго Гварамадзе — епізод
- Ціала Гігаурі — епізод
- Бондо Гогінава — епізод
- Василь Іванідзе — епізод
- Вахтанг Міхелідзе — епізод
- Шалва Херхеулідзе — епізод
- Т. Вахтангішвілі — епізод
- І. Какалашвілі — епізод
- В. Мгеладзе — епізод
- М. Тевдорашвілі — епізод

## Знімальна група
- Режисер — Павле Чарквіані
- Сценарист — Павле Чарквіані
- Оператори — Віктор Андрієвський, Едуард Григорян
- Композитор — Яків Бобохідзе
- Художник — Нодар Сулеманашвілі